# Kvadrat Sator
Kvadrat Sator (ili Kvadrat Rotas-Sator) je dvodimenzionalna klasa akrostiha kvadrata riječi koji sadrži latinski palindrom od pet riječi. Najraniji kvadrati pronađeni su na nalazištima iz rimskog doba, svi u ROTAS obliku (gdje je gornji red "ROTAS", a ne "SATOR"), s najranijim otkrićem u Pompejima (i također vjerojatno prije 62. godine po Kr.). Najraniji kvadrat sa slikama povezanim s kršćanstvom datira iz šestog stoljeća. Do srednjeg vijeka, Sator kvadrati su pronađeni diljem Europe, Male Azije i Sjeverne Afrike. Godine 2022. Enciklopedija Britannica nazvala ga je "najpoznatijim kvadratom sa slovima u zapadnom svijetu".
O kvadratu je objavljen značajan broj akademskih radova, ali nakon više od jednog stoljeća ne postoji konsenzus o njegovom podrijetlu i značenju. Otkriće "Paternosterove teorije" 1926. dovelo je do kratkog konsenzusa među akademicima da su kvadrat stvorili rani kršćani, ali kasnija otkrića u Pompejima navela su mnoge akademike da vjeruju da je kvadrat vjerojatnije stvoren kao rimska zagonetka riječi (prema zagonetki Roma-Amor), koju su kasnije prihvatili kršćani. Ova teorija o podrijetlu ne uspijeva objasniti kako je rimska zagonetka riječi postala tako snažan vjerski i magični srednjovjekovni simbol. Umjesto toga, tvrdilo se da je kvadrat stvoren u obliku ROTAS-a kao židovski simbol, u koji je ugrađen kriptični religijski simbolizam, koji su kršćani kasnije prihvatili u obliku SATOR-a. Postoje mnoge druge manje podržane akademske teorije o podrijetlu, kao što su: pitagorejska ili stoička slagalica, gnostički ili orfički ili talijanski poganska amajlija, kriptična mitraistička ili semitska numerološka amajlija ili da je to jednostavno bila naprava za određivanje smjera vjetra.
Kvadrat ima duge veze s magičnim moćima kroz svoju povijest (pa čak i do 19. stoljeća u Sjevernoj i Južnoj Americi), uključujući percipiranu sposobnost gašenja požara, posebno u Njemačkoj. Kvadrat se pojavljuje u nekoliko ranih i kasnih srednjovjekovnih medicinskih udžbenika kao što je Trotula, a korišten je kao srednjovjekovni lijek za mnoge bolesti, posebno za pseće ugrize i bjesnoću, kao i za ludilo i za olakšanje tijekom poroda.
Predstavljen je u raznim suvremenim umjetničkim djelima, uključujući knjige iz fikcije, slike, glazbene zapise i filmove, a posebno u filmu Tenet Christophera Nolana iz 2020. Godine 2020. The Daily Telegraph nazvao je Sator Square "jednom od stvari koje su klasični svijet imali najbliže memu".

## Opis i imenovanje
Kvadrat Sator je uređen kao 5 × 5 rešetka koja se sastoji od pet riječi od 5 slova, dakle ukupno 25 znakova. Koristi 8 različitih latiničnih slova: 5 suglasnika (S, T, R, P, N) i 3 samoglasnika (A, E, O). U nekim verzijama nacrtane su i okomite i vodoravne crte rešetke, no u mnogim slučajevima takvih linija nema. Kvadrat je opisan kao dvodimenzionalni palindrom ili kvadrat riječi, koji je posebna klasa dvostrukog akrostiha.
Kvadrat postoji u dva oblika: ROTAS (lijevo, dolje) i SATOR (desno, dolje):
| R O T A S O P E R A T E N E T A R E P O S A T O R | S A T O R A R E P O T E N E T O P E R A R O T A S |

Najranije verzije kvadrata iz rimskog doba imaju riječ ROTAS kao gornju crtu (zvanu ROTAS-ov kvadrat, lijevo gore), ali obrnuta verzija sa SATOR-om u gornjoj liniji postala je dominantnija od ranog srednjeg vijeka (zvana kvadrat oblika SATOR, desno gore). Neki akademici to nazivaju kvadratom Rotas-Sator, a neki od njih nazivaju objekt rebusom ili magičnim kvadratom. Od srednjeg vijeka poznat je i kao Templarski magični kvadrat.

## Otkriće i datiranje
Postojanje kvadrata odavno je poznato od ranog srednjeg vijeka, a pronađen je na kontinentima Europe (i Bizantija u Maloj Aziji), Sjeverne Afrike (uglavnom koptska naselja) i Amerike. Srednjovjekovni primjeri kvadrata u obliku SATOR-a obiluju, uključujući najraniji francuski primjer u karolinškoj Bibliji iz 822. godine nove ere u samostanu Saint-Germain-des-Prés. Mnoge srednjovjekovne europske crkve i dvorci imaju Satorske kvadratne natpise.
Prva priznata ozbiljna akademska studija o kvadratu bila je publikacija Reinhold Köhler iz 1881. povijesni pregled u Zeitschrift für Ethnologie, pod naslovom "Sator-Arepo-Formel", a kasnije je objavljen značajan broj akademskih istraživanja o značenju kvadrata.
Sve do 1930-ih, koptski papirus s kvadratom u ROTAS obliku koji potječe iz četvrtog ili petog stoljeća nove ere smatrao se najranijom verzijom. Godine 1889. britanski antički povjesničar Francis Haverfield otkrio je 1868. otkriće Sator kvadrata pronađenog u obliku ROTAS-a izgrebanog na gipsanom zidu u rimskom naselju Corinium u Cirencesteru kao rimsko podrijetla, međutim, njegovu su tvrdnju odbacili akademici koji su je smatrali "ranosrednjovjekovnim šarmom".
Haverfield je bio u pravu prema iskapanjima 1931.-32. u Dura-Europosu u Siriji koja su otkrila tri kvadratna natpisa Sator, svi u obliku ROTAS-a, na unutarnjim zidovima rimskog vojnog ureda (i četvrti godinu dana kasnije) koji datiraju iz oko 200. godine.
Pet godina kasnije 1936. talijanski arheolog Matteo Della Corte je otkrilo Satorov kvadrat, u obliku ROTAS-a, upisan na stup u Palestra Grande (gimnazij) u blizini amfiteatra u Pompejima (CIL IV 8623). Ovo otkriće dovelo je do ponovnog ispitivanja fragmenta kvadrata, ponovno u obliku ROTAS-a, koji je Della Corte napravio 1925. u kući Publija Pakija Prokula, također u Pompejima (CIL IV 8123). Kvadrat u kući Publija Pakija Prokula datiran je između 50. i 79. godine (na temelju stila interijera), a kvadratni nalaz palestre datiran je prije 62. godine, što ga čini najstarijim poznatim kvadratom Sator do danas.

## Prijevod

### Pojedinačne riječi
Riječi su na latinskom, a stručnjacima su poznati sljedeći prijevodi:
la. SATOR
(nominative or vocative noun; from la. serere, 'to sow') sower, planter, founder, progenitor (usually divine); originator; literally 'seeder'.
la. AREPO
unknown word, potentially a proper name, either invented to complete the palindrome or of a non-Latin origin (see Arepo interpretations).
la. TENET
(verb; from la. tenere, 'to hold') he/she/it holds, keeps, comprehends,  possesses, masters, preserves, sustains.
la. OPERA
(nominative, accusative or vocative [see opus] plural noun) work, care, aid, labour, service, effort/trouble; (from la. opus): (nominative, accusative or vocative noun) works, deeds; (ablative) with effort.
la. ROTAS
(la. rotās, accusative plural of la. rota) wheels; (verb) you (singular) turn or cause to rotate.

### Konstrukcija rečenice
Najizravniji prijevod rečenice je: "Sijač (ili, farmer) Arepo pažljivo drži kotače (ili, pažljivo kotače)". Slični prijevodi uključuju: "Ratar Arepo radi svoje kotače", ili "Arepo sijač (sator) vodi (tenet) kotač (rotas) s vještinom (opera)".
Neki akademici, poput francuskog povjesničara Julesa Quicherata, vjeruju da kvadrat treba čitati u stilu bustrofedona (tj. u izmjeničnim smjerovima). Stil boustrophedona, što na grčkom znači "kao što vol ore", naglašava poljoprivredni aspekt kvadrata. Takvo čitanje kada se primijeni na kvadrat u obliku SATOR-a i ponavlja središnju riječ TENET, daje SATOR OPERA TENET – TENET OPERA SATOR, što se vrlo slobodno tumači kao: "kako siješ, tako ćeš i žeti", dok neki smatraju da kvadrat treba čitati kao samo tri riječi – SATOR OPERA TENET, što slobodno prevode kao: "Stvoritelj (autor svih stvari) održava svoja djela"; oba bi mogla implicirati grčko-rimsko stoičko i/ili pitagorejsko podrijetlo.
Britanski akademik Duncan Fishwick primjećuje da prijevod iz boustrofedonskog pristupa ne uspijeva kada se primijeni na ROTAS-formu kvadrata, međutim, belgijski znanstvenik Paul Grosjean preokrenuo je boustrofedonsko pravilo na ROTAS-formi (tj. umjesto toga počevši s desne strane s lijeve strane) da biste dobili SAT ORARE POTEN, što se slobodno prevodi u židovski poziv na molitvu, "možete li se dovoljno moliti?".

### Arepo tumačenja
Riječ AREPO je hapax legomenon (tj. ne pojavljuje se nigdje drugdje u latinskoj literaturi). Neki akademici vjeruju da je to vjerojatno vlastito ime ili potencijalno teoforično ime, koje je prilagođeno nelatinskoj riječi ili je izmišljeno posebno za kvadrat Sator. Francuski povjesničar Jerome Carcopino protumačio je AREPO kao grčki grc. ἅπαξ , i vjerovao je da dolazi od galske riječi za 'plug'; ovo su drugi akademici odbacili.  Američki antički povjesničar prava David Daube vjerovao je da AREPO predstavlja hebrejski ili aramejski prijevod starogrčkog za alfa ( grc. Ἄλφα ) i omega ( grc. ω ), dajući koncept " Alpha-Omega " (usp. Izaija 44,6 i Otkrivenje 1,8 ) iz ranog judeo-kršćanstva. J. Gwyn Griffiths je tvrdio da izraz AREPO dolazi, preko Aleksandrije, od potvrđenog egipatskog imena "Hr-Hp" ( ḥr ḥp ), za koje je on uzeo da znači " Apisovo lice". Godine 1983. srpsko-američki znanstvenik Miroslav Marcovich predložio je termin AREPO kao latiniziranu skraćenicu od Harpocrates (ili " Horus -dijete"), bog izlazećeg sunca, koji se također naziva grc. Γεωργός `Aρπον , za koji Marcovich sugerira da odgovara SATOR AREPO. To bi kvadrat preveo kao: "Sijač Horus/Harpokrat kontrolira, muči se i muči".
Duncan Fishwick, među ostalim akademicima, vjerovao je da je AREPO jednostavno zaostala riječ koja je bila potrebna za dovršenje složenog i sofisticiranog palindroma (za koji je Fishwick vjerovao da je ugrađen skriveni židovski simbolizam, prema teoriji podrijetla "židovskog simbola" u nastavku), i očekivati više od riječi bilo je nerazumno od njezinih vjerojatnih židovskih kreatora.

### Daljnji anagrami
Pokušavalo se otkriti "skrivena značenja" anagramskom metodom preslagivanja slova od kojih je kvadrat sastavljen.
- Godine 1883. njemački povjesničar Gustav Fritsch reformirao je slova kako bi otkrio zazivanje Sotone:[1][9]
SATAN, ORO TE, PRO ARTE A TE SPERO
SATAN, TER ORO TE, OPERA PRAESTO
SATAN, TER ORO TE, REPARATO OPES
- Francuski povjesničar Guillaume de Jerphanion katalogizirao je primjere koji su bili poznate formule za egzorcizam kao što su:[9]
RETRO SATANA, TOTO OPERE ASPER i molitve
ORO TE PATER, ORO TE PATER, SANAS
O PATER, ORES PRO AETATE NOSTRA
ORA, OPERARE, OSTENTA TE PASTOR
- Godine 1887. poljski etnograf Oskar Kolberg izmijenio je strogi anagramski pristup upotrebom kratica i tako iz 25 slova kvadrata Sator izveo 36 slova monaškog pravila: SAT ORARE POTEN (TER) ET OPERA(RE) R(ATI)OT (U)AS(IT),[9] što je smatrao drevnim pravilom benediktinaca; Francuski povjesničar Gaston Letonnelier pristupio je na sličan način 1952. i dobio kršćansku molitvu: SAT ORARE POTEN(TIA) ET OPER(A) A ROTA S(ERVANT), što se prevodi kao: "Molitva je naša snaga i spasit će nas od kotača (od sudbine? )".[1]
- Godine 1935. njemački povjesničar umjetnosti Kuno von Hardenberg [ de ] je vjerovao da je otkrio olakšicu koju je Šaronova ruža dala svetom Petru za grijeh njegova nijekanja Krista, s anagramom PETRO ET REO PATET ROSA SARONA, što se prevodi kao "Za Petra čak i krivca Šaronova ruža je otvorena" ; akademici su opovrgli njegovo tumačenje.[1][9]
- Godine 2003. američka povjesničarka Rose Mary Sheldon navela je neke od brojnih različitih rečenica koje se mogu proizvesti iz anagrama kvadrata, uključujući njezinu omiljenu: APATOR NERO EST, što bi u prijevodu značilo da je rimski car Neron bio rezultat djevičanskog rođenja.[1]

## Podrijetlo i značenje
Podrijetlo i značenje kvadrata izmaknulo je konačnom akademskom konsenzusu čak i nakon više od stoljeća proučavanja. Godine 1938. britanski klasični povjesničar Donald Atkinson rekao je da kvadrat  zauzima "tajanstveno područje gdje se susreću religija, praznovjerje i magija, gdje se vjeruje da riječi, brojevi i slova, ako se pravilno kombiniraju, imaju moć nad prirodnim procesima. . .". Čak ju je 2003. američka akademkinja Rose Mary Sheldon nazvala "jednom od najstarijih neriješenih zagonetki riječi na svijetu". U 2018., američka antička klasična povjesničarka Megan O'Donald još uvijek je primijetila da "većina tumačenja kvadrata ROTAS nije uspjela postići konsenzus zbog pogrešaka", a posebno, pomirujući arheološke dokaze s kasnijim usvajanjem kvadrata kao religijskog i magijskog objekt.

### Kršćanski simbol

#### Usvajanje od kršćana
Bez obzira na teoriju njegova podrijetla, akademici ne osporavaju dokaze da je kvadrat Sator, osobito u obliku SATOR-a, prihvaćen u kršćanskim slikama. Akademici primjećuju opetovanu povezanost Krista sa "sijačem" (ili SATOR-om), a riječi kvadrata Sator otkrivene su u kršćanskim okruženjima čak iu vrlo ranom srednjem vijeku, uključujući:
- Isusovački povjesničar Jean Daniélou tvrdio je da je biskup Irenej iz Lyona iz trećeg stoljeća (c. AD 200) je znao za kvadrat i napisao je o "Onom koji je spojio početak s krajem, i koji je Gospodar obojega, i pokazao je plug na kraju".[1] Neki akademici povezuju Ireneja sa stvaranjem povezanosti pet riječi na kvadratu s pet čavala na križu.[9]
- U Državnom muzeju u Berlinu čuva se brončani amulet iz šestog stoljeća iz Male Azije koji ima dvije ribe okrenute jedna prema drugoj s jedne strane i Sator kvadrat s grčkim slovima u šahovnici s druge strane. Iznad kvadrata je ispisana riječ "ICHTHUS", koja se izravno prevodi kao izraz za Krista ; to je najraniji poznati kršćanski označeni kvadrat Sator.[b][1]
- Ilustracija u ranoj bizantskoj bibliji daje krsna imena trojice maga : ATOR, SATOR i PERATORAS.[1][9]
- U Kapadociji, u vrijeme Konstantina VII Porfirogeneta (913–959), pastiri Rođenja Isusova nose imena: SATOR, AREPON i TENETON.[1][9]

Kvadrat Sator pojavljuje se u različitim kršćanskim zajednicama, poput Abesinije gdje su se u etiopskoj Knjizi mrtvih pojedinačni čavli u Kristovom križu zvali: Sador, Alador, Danet, Adera, Rodas. Oni su vjerojatno izvedeni iz još ranijih koptskih kršćanskih djela koja također pripisuju Kristovim ranama i čavlima na križu imena koja podsjećaju na pet riječi s kvadrata.
Iako nema sumnje među akademicima da su kršćani usvojili kvadrat, nije jasno da su oni proizveli simbol.

#### Paternosterova teorija
Tijekom 1924. – 1926., troje je ljudi zasebno otkrilo,  ili ponovno otkrilo, da se kvadrat može koristiti za pisanje imena Očenaša, "Očenaš", dvaput i križajući se u obliku križa (vidi sliku suprotan). Preostala preostala slova (dva A i dva O ) mogla bi se smjestiti u četiri kvadranta križa i predstavljala bi Alfu i Omegu koji su uspostavljeni u kršćanskoj simbolici. Pozicioniranje slova A i O dodatno je potkrijepljeno činjenicom da je položaj slova T u Satorskom kvadratu tvorio vrhove križa – postoje nejasne reference u Barnabinoj poslanici da je T simbol križa. – i da A i O također leže u četiri kvadranta ovog križa. U vrijeme ovog otkrića, najraniji poznati Satorov kvadrat bio je iz četvrtog stoljeća, dodatno podupirući datiranje kršćanskog simbolizma svojstvenog Paternosterovoj teoriji. Akademici su kršćansko podrijetlo kvadrata smatrali uvelike riješenim.
S naknadnim otkrićem Satorovih kvadrata u Pompejima, koji datiraju prije 79. godine naše ere, teorija o Paternosteru počela je gubiti podršku, čak i među poznatim pristašama poput francuskog povjesničara Guillaumea de Jerphaniona. Jerphanion je primijetio: da (1) nije bilo vjerojatno da su mnogi kršćani bili prisutni u Pompejima, da su (2) kršćani iz prvog stoljeća pisali kvadrat na grčkom, a ne na latinskom, da se (3) kršćanski koncepti Alfe i Omege samo pojavljuju nakon prvog stoljeća, da se (4) simbol križa pojavljuje tek od oko 130.-131. godine nove ere, i da su se (5) kriptični kršćanski simboli pojavili tek tijekom progona u trećem stoljeću.
Jérôme Carcopino tvrdio je da su pompejske kvadrate kasnije dodali pljačkaši. Nedostatak bilo kakvog poremećaja vulkanskih naslaga u palestri, međutim, značio je da je to malo vjerojatno, i Paternosterova teorija kao dokaz kršćanskog podrijetla izgubila je velik dio svoje akademske podrške.
Bez obzira na kršćansko podrijetlo, mnogi akademici smatrali su da je Paternosterovo otkriće slučajna pojava matematički nemoguća. Nekoliko je ispitalo ovu matematičku vjerojatnost, uključujući njemačkog povjesničara Friedrich Focke i britanski povjesničar Hugh Last, ali bez donošenja zaključka. Računalna analiza Williama Bainesa iz 1987. godine izvela je brojne "pseudokršćanske formule" iz kvadrata, ali je Baines zaključio da ništa ne dokazuje.

### Rimska zagonetka riječima
Postoji znatna suvremena akademska potpora teoriji da je kvadrat nastao kao zagonetka riječi iz rimskog doba. Talijanski povjesničar Arsenio Frugoni pronašao ju je napisanu na margini Carme delle scolte modenesi pored palindroma Roma-Amor, a talijanska klasistica Margherita Guarducci primijetila je da je slična dvodimenzionalnoj zagonetki s akrostihom ROMA OLIM MILO AMOR koja je također bila pronađen u Pompejima, te u Ostiji i Boloniji. Slično tome, još jedan kvadrat ROTAS oblika ugreban u zid iz rimskog doba u podrumu Basilica di Santa Maria Maggiore, pronađen je uz palindrome Roma-Amor i Roma-Summus-Amor. Duncan Fishwick primijetio je da je "kompozicija palindroma zapravo bila zabava rimskog zemljoposjednika". Američka klasična epigrafičarka Rebecca Benefiel, primijetila je da su do 2012. Pompeji dali više od 13.000 zasebnih natpisa i da samo kuća Publija Pakija Prokula (gdje je pronađen kvadrat) ima više od 70 komada grafita.
Računalna studija Charlesa Douglasa Gunna iz 1969. započela je s kvadratom Roma-Amor i pronašla 2264 bolje verzije, od kojih je Sator kvadrat smatrao najboljim. Podrijetlo kvadrata kao slagalice riječi riješilo je problem AREPO-a (riječ koja se ne pojavljuje nigdje drugdje u klasičnom pisanju), kao nužne komponente za dovršetak palindroma.
Fishwick je i dalje smatrao ovo tumačenje nedokazanim i pojasnio da je očito otkriće palindroma Roma-Amor napisano pored otkrića kvadrata na pločici u Aquincumu iz 1954. netočno prevedeno (ako išta podržava kvadrat kao amajliju). Fishwick i drugi smatraju da je ključni nedostatak teorije o podrijetlu rimske zagonetke nedostatak bilo kakvog objašnjenja zašto je kvadrat kasnije postao tako snažno povezan s kršćanstvom i sa srednjovjekovnim šarmom. Neki tvrde da se to može premostiti ako se smatra pitagorejsko - stoičkom kreacijom slagalice.
Godine 2018. Megan O'Donnell tvrdila je da je kvadrat manje čista zagonetka riječi, već više dio latino-rimskog grafita koji bi se trebao čitati figurativno kao kotač (tj. ROTAS), te da tekstualno-vizualna međuigra ima paralele s drugi oblici grafita pronađeni u Pompejima, od kojih su neki kasnije prihvaćeni kao privjesci.

### židovski simbol
Neki istaknuti akademici, uključujući britansko-kanadskog antičkog učenjaka Duncana Fishwicka, američkog antičkog pravnog povjesničara Davida Daubea, i britanske antičke povjesničarke Mary Beard, smatraju da je kvadrat vjerojatno židovskog podrijetla.
Fishwick primjećuje da su nedostaci Paternosterove teorije (gore) riješeni kada se na njih gleda iz židovske perspektive. Velik broj Židova koji su govorili latinski bio je naseljen u Pompejima, a njihova sklonost prema tajanstvenim i mističnim simbolima riječi bila je dobro poznata. Koncept Alfe i Omege pojavljuje se mnogo ranije u judaizmu (Izl. 3.14; Is. 41.4 i 44.6 ), a slova " alef " i " tau " koriste se u Talmudu kao simboli totaliteta. Slova TENET-a ne mogu se objasniti kao kršćanski križevi, već kao latinski oblik židovskog "tau" simbola spasenja (od Ezekiela), a njegov se arhaični oblik (+ ili X) redovito pojavljuje na kosturnicama i helenističkog i ranog rimskog doba puta. Fishwick ističe središnju poziciju slova N, budući da su Židovi pridavali značaj izgovaranju "Imena" (ili nomena).
Osim toga, Fishwick vjeruje da židovsko podrijetlo pruža zadovoljavajuće objašnjenje za Paternoster križ (ili X) jer je konfiguracija arhaični židovski "tau" (+ ili X). Riječ Paternoster nije jedinstvena za kršćanstvo, a također ima korijene u judaizmu gdje se nekoliko molitava odnosi na "Oče naš". Fishwick zaključuje da su prijevodi riječi ROTAS OPERA TENET AREPO SATOR irelevantni, osim u onoj mjeri u kojoj imaju nekog smisla i time skrivaju židovski tajanstveni šarm, a zahtijevati da znače više znači "očekivati nemoguće". Motivacija za stvaranje kvadrata mogli su biti židovski pogromi 19. ili 49. godine, međutim, prestao je koristiti samo da bi ga kasnije oživjeli kršćani suočeni s vlastitim progonstvom, i koji su cijenili njegovu skrivenu simboliku Oca i Alfe i Omege, ali koji se usredotočio na SATOR-oblik (koji je dao naglasak na "sijača", koji je bio povezan s Kristom).
Istraživanje koje je 2006. proveo francuski klasični učenjak Nicolas Vinel oslanjalo se na nedavna otkrića o matematici drevnih magičnih kvadrata kako bi predložilo da je kvadrat "židovski kriptogram koji koristi Pitagorinu aritmetiku". Vinel je dekodirao nekoliko židovskih koncepata u kvadratu, uključujući razlog za AREPO, i uspio je objasniti riječ SAUTRAN koja se pojavljuje pored kvadrata koji je otkriven na stupu palestre u Pompejima. Vinel je uputio kritiku teorije o židovskom podrijetlu – zašto bi Židovi onda napustili simbol? – bilježeći grčke tekstove koje su također napustili (npr. Septuaginta ) u korist hebrejskih verzija.

### Druge teorije
Količina akademskog istraživanja objavljenog na kvadratu Rotas-Sator smatra se značajnom (i čak se opisuje kao "ogromna"); Američka akademkinja Rose Mary Sheldon pokušala je katalogizirati i pregledati najistaknutija djela u radu iz 2003. objavljenom u Cryptologia. Među raznolikijim, ali manje podržanim teorijama koje je Sheldon zabilježio bile su:
- Nekoliko njemačkih akademika pisalo je o poveznicama kvadrata s pitagorejstvom i stoicizmom, uključujući filologa Hildebrechta Hommela, povjesničar Wolfgang Christian Schneider [ de ], i Heinz Hoffman, između ostalih.[1][2]

Schneider je vjerovao da je kvadrat važna poveznica između etruščanske religije i stoičke akademske filozofije. Hommel je vjerovao da bi u stoičkoj tradiciji efeška riječ AREPO bila odbačena, a kvadrat bi se čitao u boustrophedon stilu kao SATOR OPERA TENET, TENET OPERA SATOR, u prijevodu "Stvoritelj čuva svoja djela". njemački učenjak Ulrich Ernst koji je napisao unos kvadrata Sator u The Encyclopedia of Christianity smatrao je ovu teoriju uvjerljivom, ali je Miroslav Marcovich opovrgao prijevod.
- Nekoliko akademika povezuje kvadrat s gnostičkim podrijetlom, kao što su Jean Doignon, Gustav Maresch, Adolfo Omodeo i Hildebrecht Hommel. Engleski egiptolog J. Gwyn Griffiths objašnjava AREPO kao osobno ime izvedeno iz egipatskog imena "Hr-Hp" i izvore kvadrata ima u aleksandrijskom podrijetlu gdje je gnostička tradicija koristila akrostih.[1][5]
- Neki akademici povezuju kvadrat s orfičkim kultovima, uključujući srpskog povjesničara Milana Budimira koji je povezao grčki oblik AREPO s imenom Orfej.[1][2]
- Talijanski akademik Adolfo Omodeo povezao je kvadrat s podrijetlom Mitre jer su otkrića iz rimskog doba bila na vojnim lokacijama kod kojih je bio popularan, dok je akademski povjesničar Walter O. Moeller pokušao izvesti vezu Mitra koristeći uočene matematičke obrasce u kvadratu, ali njegovi argumenti drugi akademici nisu smatrali uvjerljivima.[1][2][26][27]
- Norveški filolog Samson Eitrem uzeo je posljednju polovicu kvadrata koji počinje na N da bi dobio: "net opera rotans", što se prevodi kao "Ona vrti svoja djela", tumačeći to kao žensko biće (tj. Hecate ), demon, ili čak sam kvadrat koji se okreće na svojim TENET žbicama, dajući tako seljačko talijansko pogansko podrijetlo s kvadratom kao pokazivačem vjetra.[1][2]
- Neki akademici poput švicarskog arheologa Waldemar Deonna [ fr ] su predložili da je to brojčani kvadrat, što bi također impliciralo semitsko podrijetlo.[1] Značajan problem je to što je kvadrat na latinskom, a Rimljani nisu imali šifrirani sustav brojeva kao Grci ili Semiti. Međutim, ako se slova transliteriraju na grčki, a zatim im se dodijele šifrirani brojevi, riječ TENET može se prevesti kao 666, broj zvijeri.[1] Walter O. Moeller analizirao je rezultirajuće numeričke kombinacije kako bi ustvrdio da su kvadrat napravili mitraistički numerolozi.[1][26]
- Godine 1925. Zatzman je kvadrat protumačio kao hebrejsku ili aramejsku apotropejsku formulu protiv đavla i preveo kvadrat tako da glasi: "Sotona Adama Tabat Amada Natas".[1]
- Godine 1958. francuski povjesničar Paul-Louis Couchoud predložio je novo tumačenje da je kvadrat uređaj za određivanje smjera vjetra.[1]

## Magijska i medicinska udruženja
Rose Mary Sheldon je 2003. primijetila: "Dugo nakon pada Rima, i dugo nakon što je javnost zaboravila na klasične igre riječi, kvadrat je preživio među ljudima koji možda nisu ni čitali latinski. Nastavili su ga koristiti kao amajliju protiv bolesti, zla i nesreće. Do kraja srednjeg vijeka, "profilaktička magija" kvadrata bila je čvrsto utemeljena u praznovjerju Italije, Srbije, Njemačke i Islanda, a na kraju je prešla čak i u Sjevernu Ameriku." Kvadrat se pojavljuje u verzijama nekoliko popularnih magijskih rukopisa iz ranog i kasnog srednjeg vijeka kao što su Tabula Smaragdina i Clavicula Salomonis.

U Njemačkoj su u srednjem vijeku kvadrat ispisivali na diskovima koji su potom bacani u vatru da se ugasi. Edikt iz 1743. godine koji je izdao vojvoda Ernest Auguste od Saxe-Weimar-Eisenacha zahtijevao je od svih naselja da naprave Satorove četvrtaste diskove za borbu protiv požara. Do petnaestog stoljeća kvadrat je korišten kao kamen temeljac protiv požara u Château de Chinon i Château de Jarnacu Francuskoj.
Kvadrat se pojavljuje kao lijek tijekom porođaja u latinskom medicinskom tekstu iz dvanaestog stoljeća, Trotula, i naširoko je citiran kao lijek za pseće ugrize i bjesnoću u srednjovjekovnoj Europi; u oba slučaja, lijek/izliječenje se daje jedenjem kruha ispisanog riječima kvadrata. Do šesnaestog stoljeća korištenje kvadrata za liječenje ludila i groznice dokumentirano je u knjigama poput De Varia Quercus Historia (1555.) Jeana du Choula i De Rerum Varietate (1557.) Gerolama Cardana . Jean du Choul opisuje slučaj kada se osoba iz Lyona oporavila od ludila nakon što je pojela tri kore kruha s kvadratom. Nakon obroka, osoba je tada recitirala pet paternostera za pet Kristovih rana, povezujući se s kršćanskim slikama za koje se vjeruje da su šifrirane u kvadratu.
Znanstvenici su pronašli srednjovjekovne amajlije, lijekove i lijekove temeljene na Satoru, za različite primjene od porođaja, do zubobolje, ljubavnih napitaka, do načina za otklanjanje zlih čini, pa čak i za utvrđivanje je li netko vještica. Richard Cavendish primjećuje da srednjovjekovni rukopis u Bodleianu kaže: "Napišite ovih [pet satorskih] riječi na pergament s krvlju Culvera [goluba] i nosite to u lijevoj ruci i tražite što želite i dobit ćete. fiat ." Drugi primjeri uključuju Bosnu, gdje se kvadrat koristio kao lijek za akvafobiju, a na Islandu su ga urezivali u nokte za liječenje žutice.
Postoje primjeri iz devetnaestog stoljeća u Južnoj Americi gdje je kvadrat Sator korišten kao lijek za ugrize pasa i zmija u Brazilu, i u enklavama njemačkih doseljenika (ili planinskih bijelaca ) u planinama Allegheny koji su koristili kvadrat za sprječavanje požara, zaustavljanje napadaja i sprječavanje pobačaja. Kvadrat Sator pojavljuje se u knjigama iz osamnaestog stoljeća o narodnoj medicini Pennsylvania Nizozemaca o Pow-wowu, kao što je The Long Lost Friend (vidi sliku).

## Značajni primjeri

### Rimski
- Najstariji Satorov kvadrat pronađen je u studenom 1936., u obliku ROTAS-a, ugraviran u stupac broj LXI u Palestra Grande [ to ] u blizini amfiteatra u Pompejima ( CIL IV 8623 ). Grafiti povezani s određenim stupovima datiraju prije potresa u Pompejima iz 62. godine,[a][13][14] što ga čini najstarijim poznatim kvadratom. Također ima dodatne grafite odmah ispod, s riječima SAUTRAN i VALE ( CIL IV 8622a-b ).[1][9]
- Drugi Satorov kvadrat također je pronađen u listopadu 1925., u obliku ROTAS-a, ugraviran na zidu u kupaonici kuće Publija Pakija Prokula (Reg I, Ins 7, 1), također u Pompejima ( CIL IV 8123 ). Stil kuće, koji se povezuje s Neronovom vladavinom, datira kvadrat između 50. i 79. godine (razaranje grada).[1][9][14]
- Satorski kvadrat pronađen je 1954. godine, u obliku ROTAS-a, ugraviran na krovnoj ploči kuće rimskog carskog guvernera iz drugog stoljeća za Pannonia Inferior u Aquincumu, blizu Budimpešte, Mađarska. Bilo je rasprava o tome je li drugi djelomični natpis pronađen pokraj kvadrata dio palindroma Roma-Amor (čime se potvrđuje teorija o podrijetlu rimske zagonetke), ali čini se malo vjerojatnim.[9][14]

- Satorski kvadrat pronađen je 1978., u obliku ROTAS-a, ugraviran na fragmentu rimske keramike na rimskom nalazištu u Manchesteru koji je datiran cca. AD 185.[13]
- Četiri kvadrata Satora pronađena su 1931.–32., svi u obliku ROTAS-a, urezani na zidovima vojnih zgrada, u Dura-Europosu u Siriji, datirani oko. AD 200.[1][9][13][14]
- Satorski kvadrat pronađen je 1868., u obliku ROTAS-a, izgreban na gipsanom zidu u rimskom britanskom naselju Corinium Dobunnorum u Cirencesteru.[13][14]
- Satorski kvadrat pronađen je 1971. godine, u obliku ROTAS-a, ugraviran na nepečenu ciglu u rimskom gradu Conímbriga u Portugalu koja datira iz drugog stoljeća.[14]
- Satorov kvadrat pronađen je 1966.–71., u obliku ROTAS-a, ugreban u zid iz rimskog doba tijekom iskapanja Basilica di Santa Maria Maggiore u Rimu (zajedno s palindromima Roma-Amor i Rim Summus Amor).[24]

### Rani srednji vijek
- Najranije postrimsko doba kvadrata Sator bilo je otkriće 1899. kvadrata ROTAS oblika kojeg su njemački povjesničari Adolph Erman i Fritz Krebs ispisali na koptskom papirusu u zbirkama egipatskih papirusa Berlinskih državnih muzeja (tada Koniglischen Museen); nema druge eksplicitne kršćanske slike.[1][12]
- Najraniji satorski kvadrat s eksplicitnim dodatnim kršćanskim slikama je brončani amulet iz šestog stoljeća iz Male Azije koji ima dvije ribe okrenute jedna prema drugoj s jedne strane i satorski kvadrat s grčkim slovima u uzorku šahovnice s druge strane. Iznad kvadrata ispisana je riječ "ICHTHUS", koja se izravno prevodi kao izraz za Krista . Također se nalazi u Berlinskim državnim muzejima.[b][1]
- Jedan od najranijih primjera kvadrata Sator u kršćanskoj crkvi je mramorni kvadrat u obliku SATOR-a na pročelju cirka. AD 752 Benediktinska opatija svetog Petra ad Oratorij, u blizini Capestrana, u Italiji-[1]
- Najraniji primjer iz Francuske je kvadrat u obliku SATOR-a pronađen u karolinškoj Bibliji iz 822. godine nove ere u samostanu Saint-Germain-des-Prés.[1][9] Postoje primjeri iz devetog do desetog stoljeća u Codexu 384 iz Monte Cassina, a kvadrat je pronađen ispisan na margini djela pod naslovom Versus de cavenda Venere et vino found, koje je dio Codexa 1.4 Capitolare di Modena.[1]
- Jedan od najranijih primjera kvadrata koji se primjenjuje na medicinska uvjerenja je iz latinskih medicinskih udžbenika iz dvanaestog stoljeća, Trotula, gdje prevedeni tekst savjetuje: "[98] Ili neka ova imena budu napisana na siru i maslacu: + sa. e. op. ab. z. po. c. zy. e pe. pa. pu c. ac. sator arepo tenet os pera rotas i neka im se da jesti".[29] U sličnom duhu, postoji pergament iz trinaestog stoljeća iz Aurillaca koji nudi Satorovo četvrtasto pjevanje za žene koje rađaju.[9]

### Kasniji srednji vijek
- Francuski primjerci iz dvanaestog stoljeća nalaze se na zidu Eglise Saint Laurent u Château de Rochemaure [ fr ], i u dvorcu Château de Loches.[1][9]
- Satorov kvadrat u obliku SATOR-a pronađen je na bloku postavljenom u ulaznu fasadu utvrđenog zida u uglavnom napuštenom srednjovjekovnom gradu-tvrđavi Oppède-le-Vieux, u francuskom Luberonu; sam stari grad datira iz dvanaestog ili trinaestog stoljeća, a napušten je u sedamnaestom stoljeću.[7]
- Mnogi srednjovjekovni talijanski gradovi i crkve imaju kvadrate. Crkva San Giovanni Decolatto iz dvanaestog stoljeća u Pieve Terzagni u Cremoni ima fragmente podnog mozaika koji je uključivao kvadrat.[1] Opatija Valvisciolo ima slova koja tvore pet koncentričnih prstenova, od kojih je svaki podijeljen u pet sektora. Jedan se pojavljuje na vanjskom zidu Duoma u Sieni . Unutar crkve Acquaviva Collecroce nalazi se kamen s kvadratom u ROTAS obliku. Ostale uključuju crkvu Pieve of San Giovanni, kolegijalnu crkvu Svetog Ursusa, katedralu Ascoli Satriano i crkvu San Lorenzo in Paggese u Marcheu.[7]
- Kvadrat se također nalazi na različitim lokacijama u kasnijoj srednjovjekovnoj Francuskoj, uključujući primjere iz petnaestog stoljeća u Château de Chinon, Château de Jarnac [ fr ], kao i u zgradi suda u Valbonnaisu.[9]
- U srednjovjekovnoj crkvi Rivington u Lancashireu u Engleskoj postoji kvadrat Sator u obliku SATOR-a.[32]
- Izraz se pojavljuje na runskom kamenu Nä Fv1979;234 iz Närkea, Švedska, datiranom u 14. stoljeće. Čita se "sator arepo tenet" (netranskribirano: "sator ¶ ar(æ)po ¶ tænæt).[33] Također se javlja u dva natpisa s Gotlanda (G 145 M i G 149 M), koji sadrže cijeli palindrom.[33]

### Ostalo
- Antologija irskog folklora Lady Jane Francese Wilde, Ancient Legends Mystic Charms & Superstitions of Ireland (1888.), uključuje priču o mladoj djevojci koju je očarao pjesnik koristeći čaroliju Sator kvadrata napisanog na komadu papira u krv.[34]
- Kvadrat Sator, s nekim promijenjenim slovima, pojavljuje se u knjigama iz osamnaestog stoljeća o pučkoj medicini Pennsylvania Nizozemaca, kao što je The Long Lost Friend (vidi sliku ranije).

## U popularnoj kulturi
Kvadrat Sator nadahnuo je mnoga umjetnička djela, uključujući neke klasične i suvremene skladatelje poput djela austrijskog skladatelja Antona Weberna i talijanskog skladatelja Fabija Mengozzija, pisce poput brazilskog pisca Osmana Linsa (čiji roman Avalovara (1973.) slijedi struktura kvadrata), te slikari poput američkog umjetnika Dicka Higginsa s La Melancolijom (1983.), i američkog umjetnika Garyja Stephana s Sator Arepo Tenet Opera Rotas (1982.).
Film Tenet britansko-američkog redatelja Christophera Nolana iz 2020. uključuje svih pet imena s kvadrata Sator:
- Glavni antagonist se zove Sator.[7]
- Umjetnik koji je izradio krivotvorene Goyine crteže zvao se 'Arepo'.

- Tenet je naziv filma kao i tajne organizacije koja radi na spašavanju svijeta.[7]
- Uvodna scena smještena je u opernu kuću.[7]
- Sator je vlasnik građevinske tvrtke 'Rotas'.[7]

Američki pisac Lawrence Watt-Evans primjećuje da je Sir Terry Pratchett nazvao glavni trg u izmišljenom gradu Ankh-Morpork u svojoj seriji knjiga o svijetu diska, "Trg Sator", namjerno pozivajući se na simbol. Watt-Evans primjećuje da je serijal Discworld pun drugih usputnih referenci na neobične simbole i koncepte.
Pjesma Tenet nordijskog neo-folk benda Heilung temelji se na kvadratkvadratu Sator. Svi njegovi pojedinačni glazbeni dijelovi, melodije i instrumenti (pa čak ponekad i tekstovi) sviraju isto i naprijed i natrag.